# Puna de Atacama

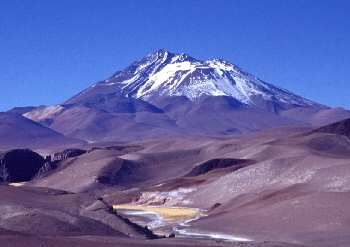
Con 6739 m s. n. m., el volcán Llullaillaco es la cima más alta de la Puna de Atacama.

La Puna de Atacama es una altiplanicie desértica de casi 4500 m s. n. m. y alrededor de 80 000 km², compartida entre el noroeste de la Argentina (85 %) y Chile (15 %).[cita requerida] Está surcada por cordones montañosos —de poca elevación respecto a la meseta, pero de gran elevación respecto al nivel del mar—, que corren de sur a norte y de oeste a este, en la región de la puna, en la cordillera de los Andes.
No debe ser confundido con el salar de Atacama, una cuenca endorreica ubicada al oeste de la puna de Atacama.

## Geografía

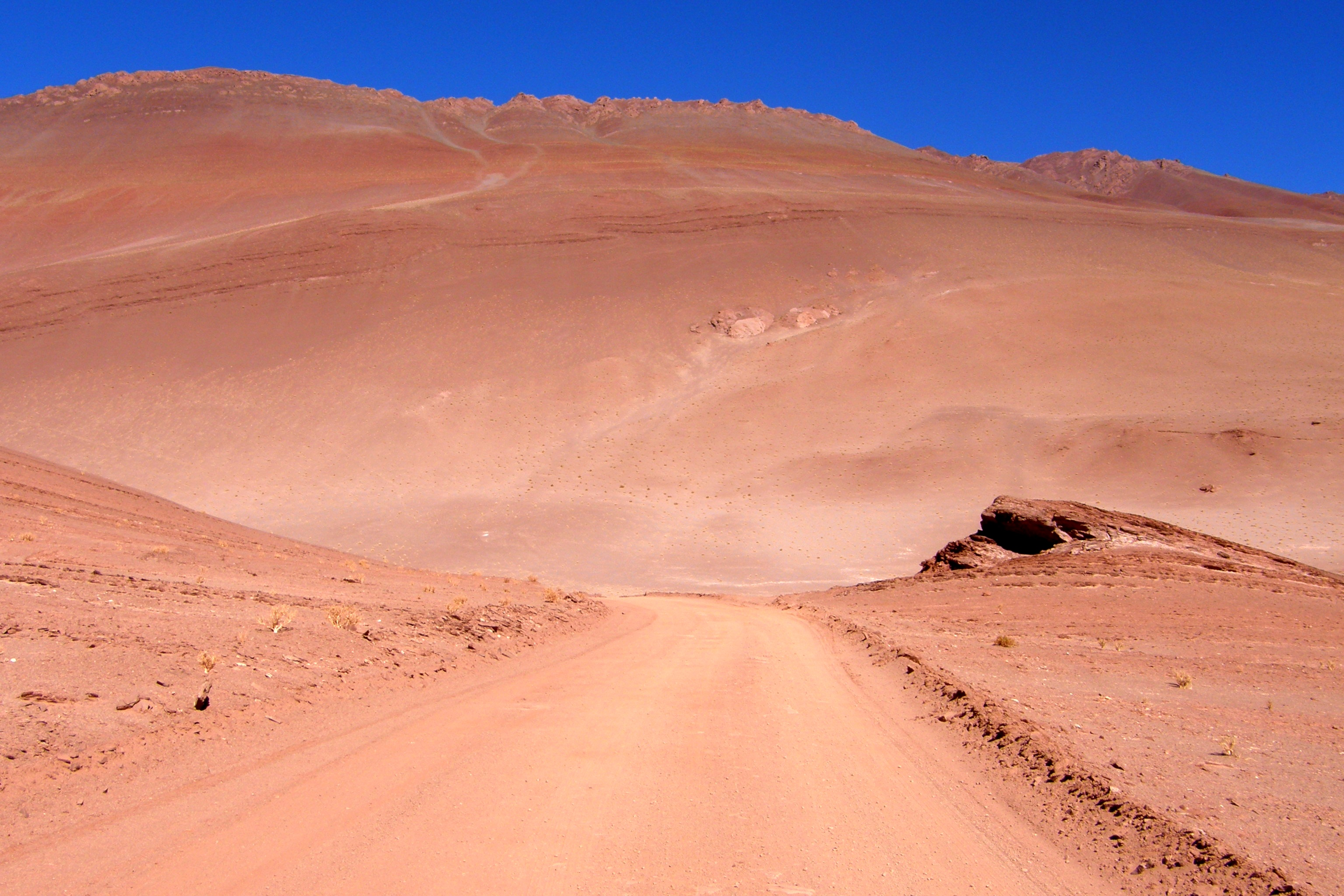
Desierto en la Puna de Atacama, Argentina; foto tomada desde la ruta provincial salteña 27 hacia Tolar Grande.

La Puna de Atacama se encuentra dentro de un desierto muy árido que es la continuación del desierto más seco (el lugar con menos humedad atmosférica  del planeta tras el Interior del continente antártico)  del planeta Tierra: el desierto de Atacama.  Los cursos de agua de la Puna de Atacama no llegan al mar, con excepción del río Loa que recorre 420 km. La mayor parte de su recorrido es fuera de la puna propiamente dicha, atravesando el desierto de Atacama) y desembocando en el océano Pacífico. Las quebradas de la Puna de Atacama son habitables bajo los 3000 m s. n. m., y están ecológicamente relacionadas con otras zonas próximas del Noroeste Argentino y el altiplano boliviano, de condiciones similares formando este ecosistema de la Puna seca o "salada".
El relieve es muy diverso y por lo general ondulado, se encuentran mesetas que configuran cuencas endorreicas con lagos y lagunas (casi todos ellos salinos o alcalinos) y extensos salares como los de Atacama, Antofalla, Pocitos, Pastos Grandes, Arizaro, de Incahuasi y Hombre Muerto, así como estrechas quebradas y pequeños vallecillos reparados llamados vegas. Tales salares se ubican en el fondo de los alargados y extensos valles separados por varios plegamientos andinos.
De norte a sur y de este a oeste, los plegamientos andinos más importantes son: la sierra del Cobre, la sierra de los Pastos Grandes, sierra de Cachi (en donde se ubica la cumbre del Libertador General San Martín de 6380 m), el volcán Incahuasi (6638 m s. n. m.), el cerro Diamante (5337 m s. n. m.) y la cordillera de los cerros Toconquis con el cerro Galán (5912 m s. n. m.). Todas las cordilleras citadas son eslabones de un cordón que señala el límite oriental de la Puna de Atacama, la cual se comunica por quebradas (principalmente la del Toro) con los Valles Calchaquíes; ya internándose en la Puna hacia el oeste se encuentra la sierra de Calalaste y la sierra de Antofalla, la cumbre de ésta es el volcán Antofalla (6409 m s. n. m.) seguido por el cerro Archibarca (5590 m s. n. m.), luego le sigue la cordillera axial de los Andes en la cual se destaca el parcialmente desmoronado volcán llamado Llullaillaco (6739 m s. n. m.) que en líneas generales (aunque no siempre) señalan la frontera entre los estados de Argentina y Chile. Al norte del volcán Socompa (6050 m s. n. m.) los límites entre Argentina y Chile son totalmente artificiales: rectas geodésicas más al oeste y ya en Chile se encuentran la cordillera Claudio Gay, la sierra Almeida y la cordillera Domeyko; nuevamente en Argentina, la cordillera de Buenaventura señala el límite sur de la Puna propiamente dicha, la sierra del Hombre Muerto implica el límite extremo sureste, mientras que en Chile el cordón Barros Arana (continuación sesgada de la cordillera de Domeyko), por el norte la pampa de Guayaques y la sierra que corre desde el volcán Licancabur (5916 m s. n. m.); que señala el límite entre Chile y Bolivia; y el cerro Zapaleri (5653) y la cordillera del volcán Vilama (5653) y el cerro Branqui —que señalan el límite de Argentina con Bolivia— cierran por el norte a la Puna de Atacama. Dentro de la Puna se encuentran cumbres tan elevadas como los citados Antofalla y Archibarca o el cerro Rincón (5594m).

### Geología

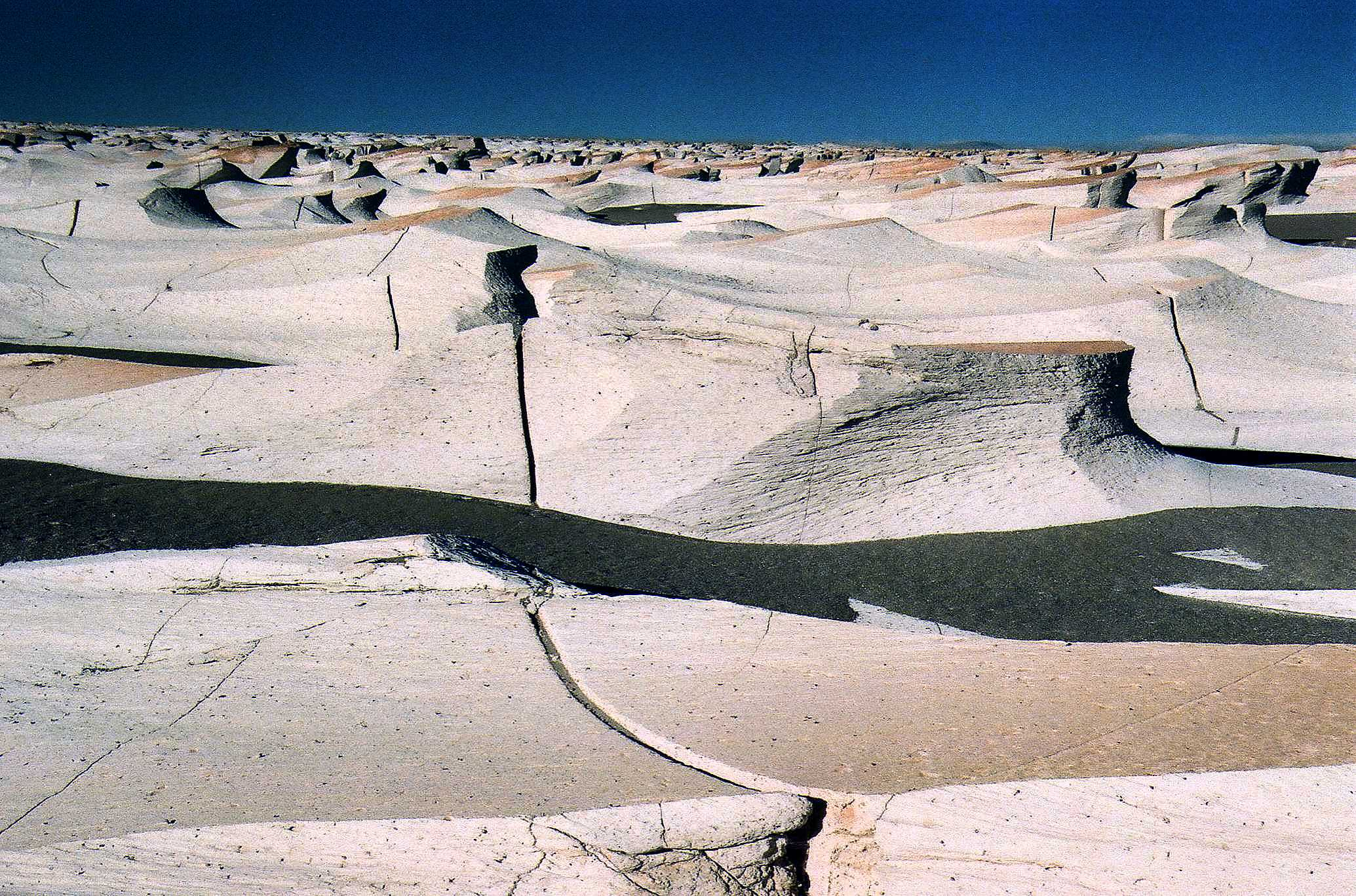
Campo de Piedra Pómez en el sector puneño atacameño de la provincia de Catamarca.

La Puna es una extensa meseta de origen precámbrico, cubierta por sedimentos paleozoicos y mesozoicos. El plegamiento andino la fracturó elevándola desde su primitivo nivel. El sector occidental de la puna tiene grandes derrames de lava y basaltos procedentes de grandes volcanes actualmente inactivos. En el sur de la Puna de Atacama, más exactamente en el departamento de Antofagasta de la Sierra se evidencia la antigua intensa actividad volcánica en el paisaje extraordinario llamado Campo de Piedra Pómez.

## Flora natural
A nivel macroscópico predominan especies xerófilas adaptadas a la poca agua, poca humedad ambiente, alta heliofania y suelos edafologicamente pobres en materia orgánica y en cambio con mucho salitre. Entre los árboles y arbustos naturales en las zonas más húmedas o vegas se encuentran algunos relictos de queñoas y churquis que al parecer formaron boscajes o bosques antes de la tala masiva y el sobrepastoreo  provocados por el ser humano al irrumpir hace unos 8000 años AP, en la actualidad sobreviven otras especies como la de arbustos achaparrados y muchas veces agrupados en "colchones" como la yareta (Azorella compacta) que llega a tener una longevidad de 2000 años,  y especialmente el arbusto de las asteráceas llamado tola (Baccharis incarum) rico en propiedades antibióticas al igual que la salvia de la puna (Salvia cuspidata) , así como grandes cactos de la especie popularmente llamada cardón (Echinopsis atacamensis).

### Oasis piemontanos

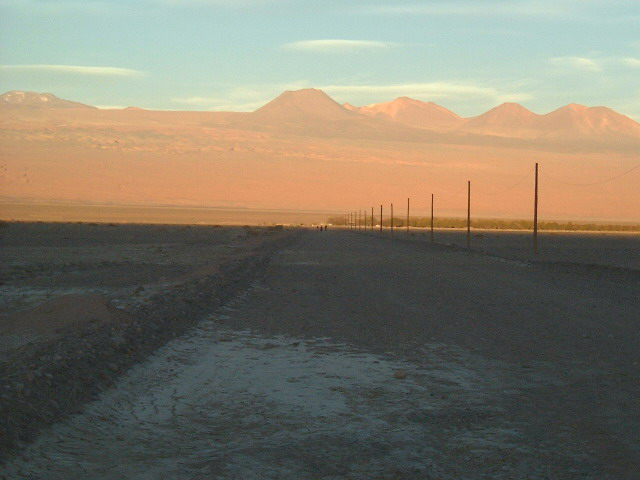
Puna de Atacama.

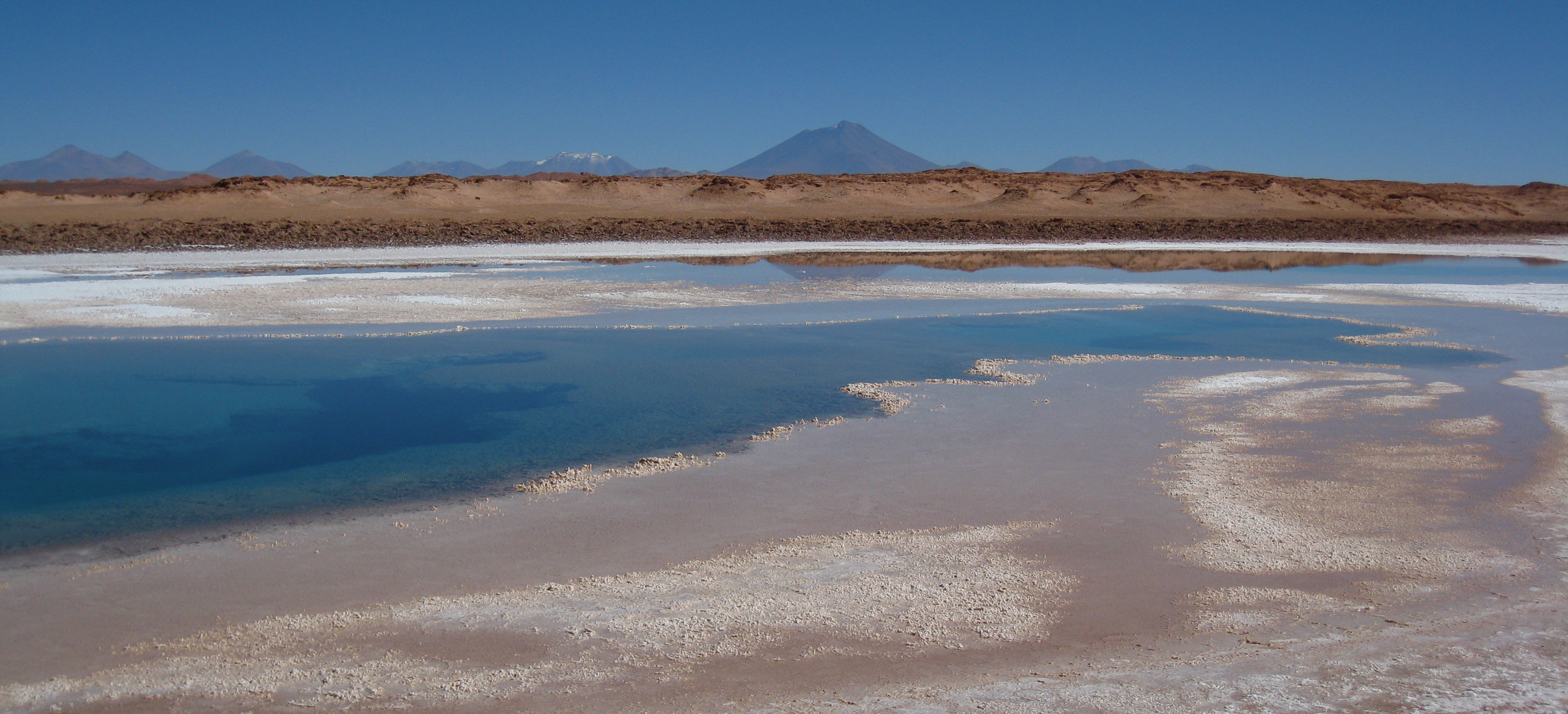
Ojo de mar en Salar de Arizaro, Tolar Grande.

Existen oasis  al pie de la Puna, por debajo de los 2500 m s. n. m., y se vinculan con los recursos acuíferos de prístina agua dulce  que bajan de la cordillera y afloran en los salares o en los débiles cursos de agua del desierto. 
La vegetación cambia abruptamente con la altura. Ella está casi ausente sobre los 4500 m s. n. m. —bajo los cuales crecen plantas en cojín— y a los 4200 m s. n. m. comienza un estrato vegetacional de pastos de altura de los géneros Stipa y Festuca, hasta los 3800 m s. n. m. Luego y hasta los 3000 hay una rica y variada cubierta de cactáceas y arbustos de los géneros Baccharis, Chuquiraga, Parastrephia, Adesmia, Fabiana, Troncosoa, (Villagrán et al. 1981), y se va raleando hasta los 2700 m s. n. m., donde domina el desierto absoluto que llega al mar. Las quebradas altas se cubren de plantas efímeras después de las lluvias estivales. El paisaje desértico bajo los 2700 m s. n. m. está interrumpido por pocos oasis y vegas donde dominan los bosquecillos de algarrobo, tamarugo, (Prosopis chilensis), queñoa, churqui, alpataco y en mucha menor medida chañar (Geoffroea decorticans). Son bastante frecuentes las cactáceas.
En las lagunas de altura muy alcalinas y en los géiseres (llamados localmente huaicos) existen organismos extremófilos como las algas que vinculadas a formaciones calcáreas generan algunos de los pocos estromatolitos vivientes del mundo en la actualidad, tales estromatolitos se encuentran (por ejemplo) en la Laguna Socompa a 4000 m s. n. m. y cerca de Tolar Grande en seis "ojos de mar" (lagunas pequeñas pero profundas muy saladas) a 3600 m s. n. m. (tal extraordinario hallazgo fue hecho público el 3 de septiembre de 2009 y se debe a un equipo del LIMLA del CCT Tucumán PROIMI dependiente del CONICET).

## Clima

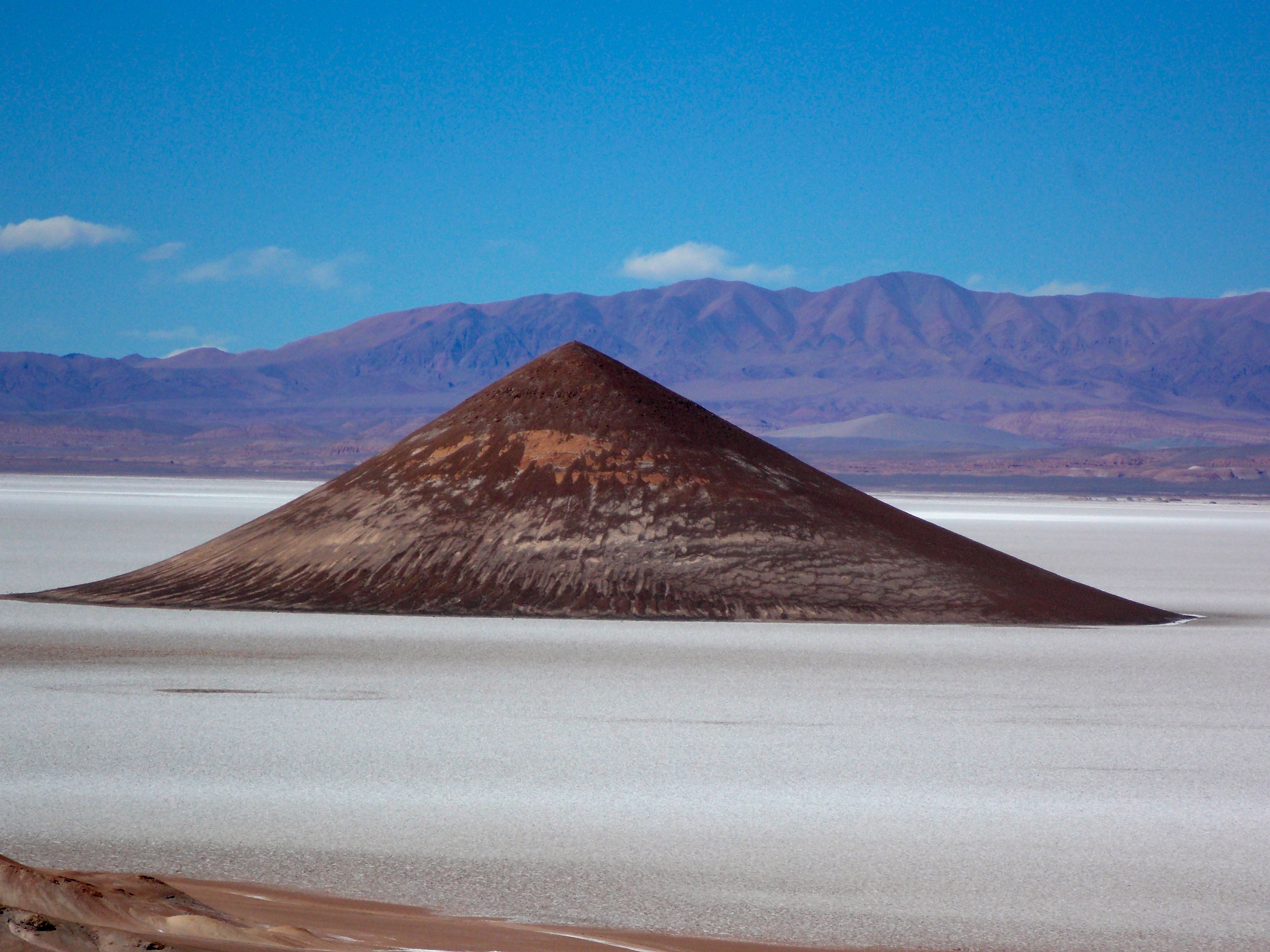
Cono de Arita en el salar de Arizaro, provincia de Salta, Argentina

El clima es predominantemente continental de altura con grandes amplitudes térmicas del día a la noche (e incluso entre los sitios asoleados y los sitios bajo la sombra), también son importantes las amplitudes térmicas estacionales y, obviamente, la temperatura media suele bajar a medida que asciende la altitud. La puna de Atacama es muy seca (este es el principal factor de las amplitudes térmicas ya indicadas; al haber un bajísimo porcentaje de humedad atmosférica el vapor de agua no ejerce efectos térmicos morigeradores), calurosa en verano y muy fría en invierno. Las precipitaciones son escasas por lo que se puede considerar a la puna como un desierto, de hecho hacia el oeste la puna de Atacama se confunde con el desierto de Atacama, el más árido del planeta. En invierno suelen ocurrir vientos blancos, tempestades con nieve que de un modo semejante a los blizzards de la Antártida difuminan la noción de las distancias y la orientación visual. El régimen de vientos por el cuadrante oeste es seco debido a la acción de la corriente fría de Humboldt que discurre por el Pacífico, por el este los vientos húmedos que soplan desde el noreste se transforman en secos en las selvas (yungas) que se ubican en las laderas orientales de las precordilleras extrapuneñas o sierras subandinas; en pocas palabras: la puna de Atacama es un área desértica y semidesértica en gran medida a causa de las cordilleras que le anteceden, por otra parte la misma altura media de la Puna de Atacama suele superar el nivel de las nubes.

### Fauna
Entre las especies de fauna se destacan los auquénidos como la vicuña (Vicugna vicugna), la alpaca y la llama, raramente se puede encontrar el ciervo llamado taruca (Hippocamelus antisensis), existen varios roedores entre los cuales se destaca la chinchilla (casi completamente exterminada durante el siglo XX debido a su hermosa piel); entre las aves se cuentan el cóndor andino (Vultur gryphus), y el gaucho (Agriornis microptera), en las lagunas muy alcalinas abundan flamencos rosados (llamados localmente parinas). Los predadores principales son felinos, el puma (Puma concolor), el gato montés o quispa michi (Leopardus jacobita), el gato andino, Leopardus colocolo en menor grado y algunos zorros culpeos.

## División política
Desde 1898, la puna de Atacama está dividida entre los Estados de Argentina (80 %) y Chile (20 %). En Argentina, la mayor parte de la puna de Atacama correspondió al Territorio Nacional de Los Andes y, tras la disolución de este, se distribuye entre las zonas occidentales de las provincias argentinas de Catamarca, Salta y Jujuy. En Chile, la puna de Atacama abarca el este de la Región de Antofagasta y el nordeste de la Región de Atacama.

## Economía
Hasta el presente la economía ha sido principalmente de subsistencia si se exceptúan algunas explotaciones mineras a escala industrial. En efecto, la Puna de Atacama es rica en litio, cloruro de sodio, salitre, bórax, existiendo importantes explotaciones de cobre, plomo, estaño y, en menor medida, plata y oro; los grandes salares de la Puna de Atacama están entre las mayores reservas superficiales del estratégico litio en la superficie del planeta Tierra. Así, si la economía de esta región ha sido de subsistencia durante milenios, sin embargo merced a las nuevas fuentes de energía y al agua subterránea de la cual tal región es pródiga, con las tecnologías actuales se hacen sustentables sistemas de ganadería y agricultura intensiva que aún en 2010 estaban en estado potencial: la vicuña que casi fue exterminada a inicios de los 1980s da una de las lanas más finas y abrigadas del mundo, también puede cobrar importancia tanto la ganadería de llamas como la de alpacas o la de caprinos y ovinos así como la cría de chinchillas. La falta de agua dulce superficial ha sido el principal factor limitador para toda la economía de esta región desde tiempos inmemoriales (en segundo orden se encuentran los factores climáticos), sin embargo a inicios del presente siglo XXI se han encontrado en la zona argentina de la Puna de Atacama importantes acuíferos.
En cuanto a la energía la Puna de Atacama al poseer una de las mayores heliofanias del planeta es también uno de los territorios con mayor potencial para la producción de energía fotovoltaica y energía solar (en 2018, en Antofagasta de la Sierra se inauguró la primera usina fotovoltaica); por otra parte también existen potenciales para la producción de energía geotérmica (en la zona es importante la actividad volcánica y existen géiseres o huaycos), también es promisorio el potencial para la producción de energía eólica.

## Litigio de la Puna de Atacama

El litigio de la Puna de Atacama fue una disputa de límites entre Chile, Bolivia y Argentina en el siglo XIX, por el territorio denominado Puna de Atacama, fronterizo entre estos tres países; en 1890 Bolivia renunció a toda pretensión en la Puna de Atacama, a cambio de que Argentina renunciara a sus reivincaciones referentes a Tarija.
En 1899 se reunieron delegados de Chile y Argentina para resolver la disputa pero al no haber acuerdo, se le pidió al entonces Ministro de los Estados Unidos en la Argentina, William Insco Buchanan, que actuara como árbitro.
De los 75 000 kilómetros cuadrados en disputa, 60 000 kilómetros cuadrados (80 % del total) quedaron para la Argentina y 15.000 (20 %) para Chile.
La zona del Paso de San Francisco fue delimitada por el Laudo de 1902, el cual fue mediado por el rey Eduardo VII del Reino Unido y fue favorable a Chile en esa zona en específico.
En 1904 se descubrió que faltaba delimitar la zona entre el Hito 1º fijado por Buchanan y el cerro Zapaleri, este último cerro fue determinado como el inicio de la frontera por Argentina y Bolivia en el Tratado Quirno Costa-Vaca Guzmán. Por lo tanto se trazó una línea recta entre ambos puntos, sellando así la disputa definitivamente.
Tras la resolución de la disputa, el cerro Zapaleri pasó a ser el hito tripartito entre Chile, Argentina y Bolivia.